# Доктор Хто (сезон 4, 2008)
Четвертий сезон британського науково-фантастичного телесеріалу «Доктор Хто» транслювався після різдвяного спецвипуску 2007 року «Мандрівка проклятих». Після спецвипуску почалась трансляція сезону з тринадцяти епізодів, почавшись із епізоду «Спільники» 5 квітня 2008 року та закінчившись епізодом «Кінець мандрівки» через три місяці — 5 липня 2008.
В епізоді «Спільники» відбувається дебют Донни Ноубл (грає Кетрін Тейт) як повноцінного супутника Доктора після її першої появи у різдвяному спецвипуску 2006 року «Наречена-утікачка». Попередній компаньйон Доктора Марта Джонс (грає Фріма Аджимен) також повертається у телесеріал та грає обмежену роль протягом сезону, разом з Джеком Гаркнессом, Сарою Джейн Сміт, Міккі Смітом, Джекі Тайлер та Роуз Тайлер, які з'являються знову у фінальних епізодах сезону «Вкрадена Земля» та «Кінець мандрівки». Епізоди сезону складають сюжетну арку, поєднані повторюваними згадуваннями зникнення бджіл на Землі та різноманітних планет та їх супутників.
Зйомки сезону почались 8 серпня 2007 та закінчились 29 березня 2008 року. Короткий випуск для «Діти у злиднях» під назвою «Аварія в часі» був також знятий перед спецвипуском «Мандрівка проклятих», так само як і міні-епізод «Музика сфер», прем'єра якого відбулась на «Doctor Who Prom» перед завершенням четвертого сезону в липні 2008. Четвертий сезон є останнім сезоном телесеріалу, в якому Девід Теннант грає роль Доктора, та останнім сезоном, головним сценаристом та шоуранером якого є Расселл Ті Девіс. Однак вони залишилися в телесеріалі до 2010 року через зйомку спецвипусків 2008—2010 років.

## Епізоди

### Різдвяний спецвипуск
| Номер у серіалі | Номер у сезоні | Назва серії           | Режисер(и)    | Сценарист(и)     | Оригінальна дата показу | Код серії | Глядачів UK (млн) | AI |
| --------------- | -------------- | --------------------- | ------------- | ---------------- | ----------------------- | --------- | ----------------- | -- |
| 188             | –              | «Мандрівка проклятих» | Джеймс Стронг | Расселл Ті Девіс | 25 грудня 2007          | 4X        | 13.31 млн.        | 86 |

### Основні епізоди
| Номер у серіалі | Номер у сезоні | Назва серії         | Режисер(и)       | Сценарист(и)     | Оригінальна дата показу | Код серії | Глядачів UK (млн) | AI |
| --------------- | -------------- | ------------------- | ---------------- | ---------------- | ----------------------- | --------- | ----------------- | -- |
| 189             | 1              | «Спільники»         | Джеймс Стронг    | Расселл Ті Девіс | 5 квітня 2008           | 4.1       | 9.14 млн.         | 88 |
| 190             | 2              | «Вогні Помпеї»      | Колін Тіг        | Джеймс Моран     | 12 квітня 2008          | 4.3       | 9.04 млн.         | 87 |
| 191             | 3              | «Планета удів»      | Грем Харпер      | Кейт темпл       | 19 квітня 2008          | 4.2       | 7.50 млн.         | 87 |
| 192a            | 4              | «План сонтаранців»  | Дуглас Маккіннон | Гелен Райнор     | 26 квітня 2008          | 4.4       | 7.06 млн.         | 87 |
| 192b            | 5              | «Отруєне небо»      | Дуглас Маккіннон | Гелен Райнор     | 3 травня 2008           | 4.5       | 6.53 млн.         | 88 |
| 193             | 6              | «Донька Доктора»    | Еліс Тротон      | Стівен Грінхорн  | 10 травня 2008          | 4.6       | 7.33 млн.         | 88 |
| 194             | 7              | «Єдиноріг і оса»    | Грем Харпер      | Гарет Робертс    | 17 травня 2008          | 4.7       | 8.41 млн.         | 86 |
| 195a            | 8              | «Тиша у Бібліотеці» | Еврос Лін        | Стівен Моффат    | 31 травня 2008          | 4.9       | 6.27 млн.         | 89 |
| 195b            | 9              | «Ліс мертвих»       | Еврос Лін        | Стівен Моффат    | 7 червня 2008           | 4.10      | 7.84 млн.         | 89 |
| 196             | 10             | «Північ»            | Еліс Трутон      | Расселл Ті Девіс | 14 червня 2008          | 4.8       | 8.05 млн.         | 86 |
| 197             | 11             | «Поверни ліворуч»   | Грем Харпер      | Расселл Ті Девіс | 21 червня 2008          | 4.11      | 8.09 млн.         | 88 |
| 198a            | 12             | «Вкрадена Земля»    | Грем Харпер      | Расселл Ті Девіс | 28 червня 2008          | 4.12      | 8.78 млн.         | 91 |
| 198b            | 13             | «Кінець мандрівки»  | Грем Харпер      | Расселл Ті Девіс | 5 липня 2008            | 4.13      | 10.57 млн.        | 91 |

### Додатковий епізод
| № серії | Назва серії     | Режисер(и)  | Сценарист(и)  | Оригінальна дата показу | Код серії | Глядачів UK (млн) |
| ------- | --------------- | ----------- | ------------- | ----------------------- | --------- | ----------------- |
| 1       | «Аварія в часі» | Грем Харпер | Стівен Моффат | 16 листопада 2007       | CIN2      | 11.0              |